# Hycleus haafi
Hycleus haafi is een keversoort uit de familie van oliekevers (Meloidae). De wetenschappelijke naam van de soort is voor het eerst geldig gepubliceerd in 1961 door Kaszab.